# Джелеп, Андрей Ярославович
Андрей Ярославович Джелеп (укр. Андрій Ярославович Джелеп,  23 января 2000, Тулуков, Коломыйский район, Ивано-Франковская область, Украина)  — украинский борец вольного стиля, двукратный призёр чемпионатов Европы, мастер спорта Украины международного класса.  

## Биография
Родился в Тулукове в 2000 году. Тренировался в Джурове
В 2015 году на чемпионате Европы среди кадетов был 16-м в весовой категории до 46 килограммов. В 2016 году в категории до 54 килограммов на чемпионате Европы среди кадетов остался 13-м, и завоевал звание чемпиона мира среди кадетов. В 2017 году стал чемпионом Европы среди кадетов. В 2018 году в весовой категории до 57 килограммов стал серебряным призёром чемпионата Европы; на чемпионате мира остался лишь 13-м. В 2019 году на чемпионате мира среди юниоров стал серебряным призёром. В 2021 году стал серебряным призёром международного турнира в Киеве среди взрослых в категории до 61 килограмма и завоевал звание вице-чемпиона Европы. 
В апреле 2025 года на чемпионате Европы в Братиславе в весовой категории до 61 кг завоевал бронзовую медаль. В схватке за третье место одолел соперника из Беларуси Дмитрия Шамело.
Окончил Прикарпатский национальный университет имени Василия Стефаника 